# Distretto di Concepción (Junín)
Il distretto di  Concepción è uno dei diciassette distretti della provincia di Concepción, in Perù. Si trova nella regione di Junín e si estende su una superficie di 18,29  chilometri quadrati.